# Toxorhina (Toxorhina) ochreata
Toxorhina (Toxorhina) ochreata is een tweevleugelige uit de familie steltmuggen (Limoniidae). De soort komt voor in het Oriëntaals gebied.